# Naso reticulatus
A Naso reticulatus a sugarasúszójú halak (Actinopterygii) osztályának sügéralakúak (Perciformes) rendjébe, ezen belül a doktorhalfélék (Acanthuridae) családjába tartozó faj.

## Előfordulása
A Naso reticulatus a Csendes-óceán nyugati felének a középső részén fordul elő. A Kínai Köztársaság és Indonézia part menti vizeiben található meg.

## Megjelenése
Ez a halfaj legfeljebb 49 centiméter hosszú; testtömege 2,3 kilogramm. A hátúszóján 5 tüske (ezekből az első hosszabb) és 29 sugár, míg a farok alatti úszóján 2 tüske és 21 sugár ül. A homlokán vagy az ajkai fölött nincsen „szarv”. A faroktő két oldalán két-két kis kiemelkedő lemezke látható. Farokúszója befelé kerekített. A hátúszója nem magas. A testét hálózatos, fekete mintázat borítja.

## Életmódja
Trópusi és szubtrópusi, tengeri hal, amely a korallzátonyokon él. 15 méternél mélyebbre nemigen úszik le.

## Képek

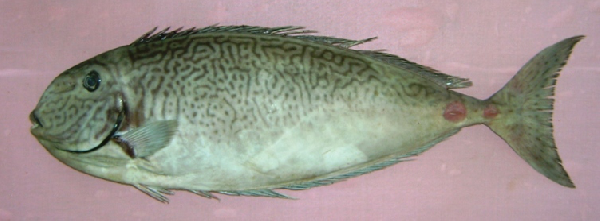
A hal
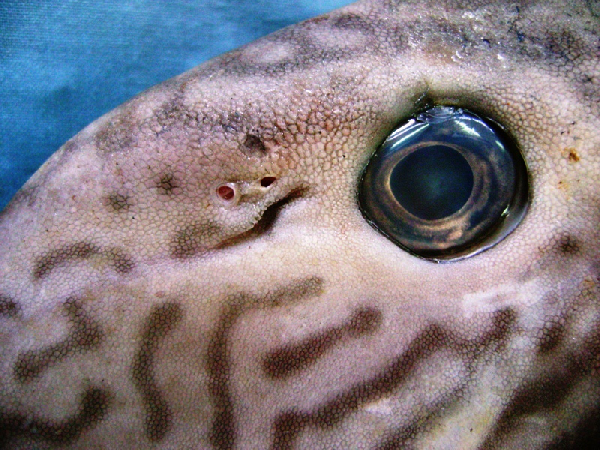
szeme,
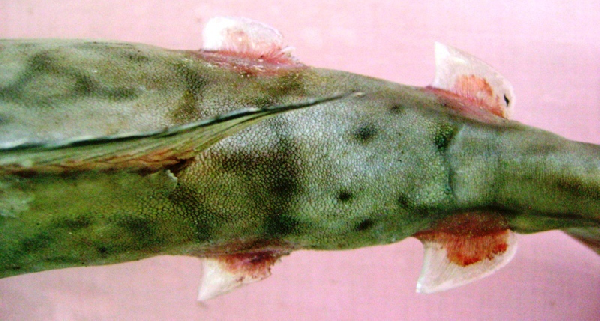
a háti része
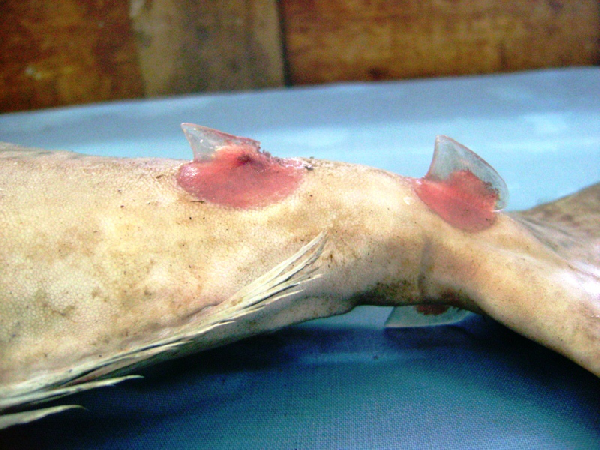
és a farktőn levő lemezkék